# Idiodes conductaria
Idiodes conductaria är en fjärilsart som beskrevs av Walker 1862. Idiodes conductaria ingår i släktet Idiodes och familjen mätare. Inga underarter finns listade i Catalogue of Life.